# Bernardo de Irigoyen

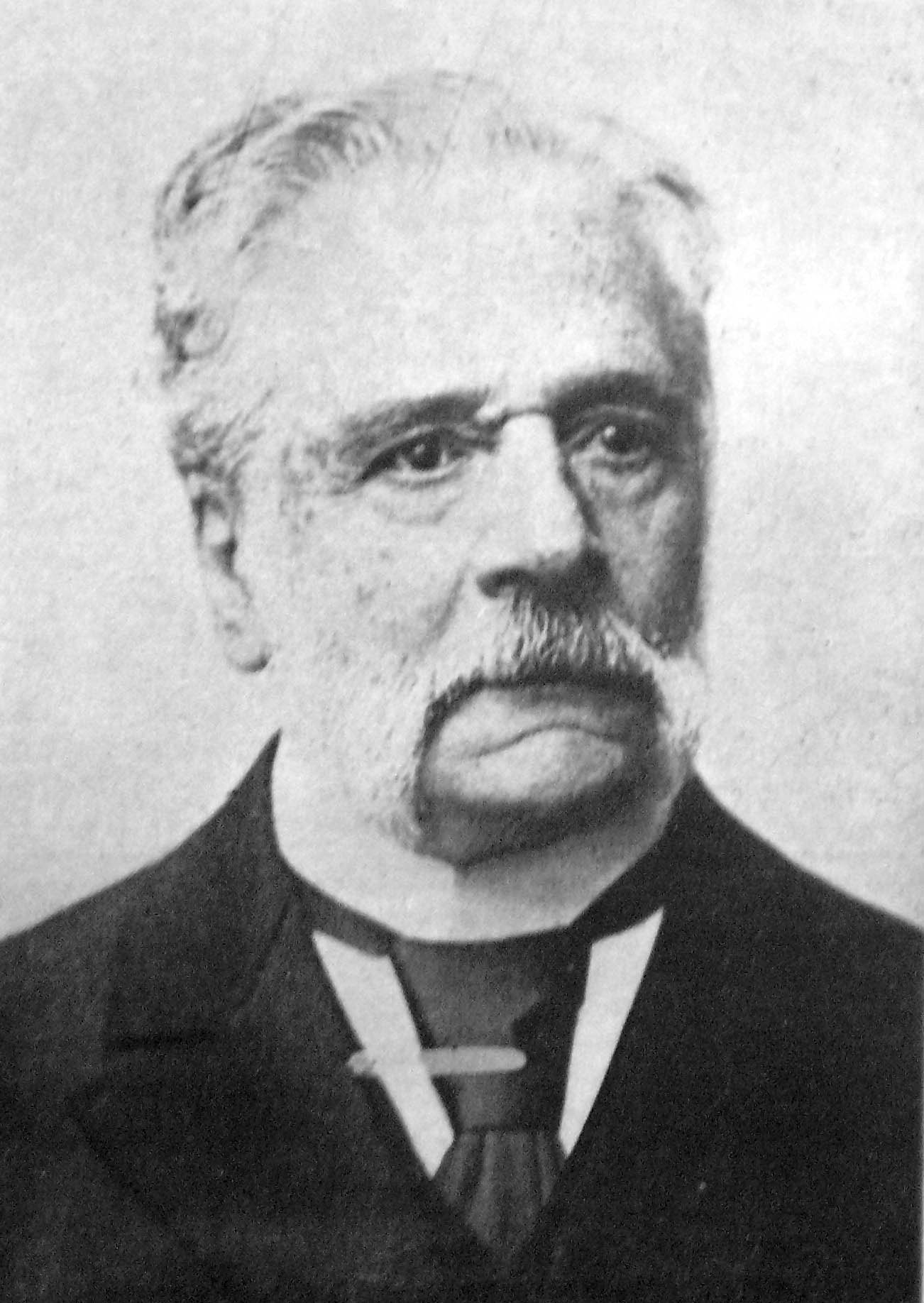
Bernardo de Irigoyen

Bernardo de Irigoyen (* 18. Dezember 1822 in Buenos Aires; † 27. Dezember 1906 ebenda) war ein argentinischer Rechtsanwalt, Diplomat und Politiker. Irigoyen war zweimal Außenminister, 1874 und 1880, im Jahr 1882 wurde er Innenminister. 1898 wurde er zum Gouverneur der Provinz Buenos Aires gewählt. Irigoyen kandidierte zweimal, in den Jahren 1885 und 1892, für das Amt des Präsidenten Argentiniens (Presidente de la Nación) und war zweimal Mitglied des Senats.

## Leben
Bernardo de Irigoyen heiratete 1850 Carmen Olascoaga (1831–1893), das Paar bekam acht Kinder.
Seine diplomatische Karriere begann Irigoyen an der argentinischen Gesandtschaft in Chile, wo er sich vor allem mit Grenzfragen befasste. Später war er Unterzeichner des Grenzvertrages von 1881 zwischen Chile und Argentinien.
Irigoyen war als Diplomat an der Vereinbarung von San Nicolás beteiligt, die die Grundlage der Verfassung Argentiniens von 1853 bildete. Er setzte sich für die Abschaffung der Todesstrafe für politische Delikte ein; dies wurde später in die Verfassung aufgenommen.
Irigoyen war Anhänger der Partido Autonomista. 1875 wurde er vom Präsidenten Nicolás Avellaneda zum Außenminister (Ministro de Relaciones Internacionales) ernannt. Während seiner Amtszeit kam es zu einem Konflikt zwischen der britischen Banco de Londres und der Provinz Santa Fe: Auf einen Eingriff der Provinzregierung in die Geschäfte der argentinischen Niederlassung der Bank drohte diese sich mit einer britischen Kanone verteidigen zu wollen. Irigoyen vertrat die Position, dass Aktiengesellschaften keiner Nationalität angehören und ihnen somit auch der diplomatische Schutz, den Staatsbürger genießen, verwehrt bleibt.
Auch verhandelte er erfolgreich mit Brasilien und Paraguay über Friedensverträge und Grenzziehungen nach dem Tripel-Allianz-Krieg.
Im Jahr 1882 ernannte Julio Argentino Roca ihn zum Innenminister. 1885 trat Irigoyen zurück und wurde zum Präsidentschaftskandidaten der Partido Autonomista.
Im Jahr 1889 trat er der kürzlich gebildeten Unión Cívica de la Juventud sowie deren Nachfolgerin Unión Cívica bei und nahm an der sogenannten Revolución del 90 teil. Bei der Spaltung der Unión Civica schloss er sich Leandro N. Alem an und war einer der Gründer der Unión Cívica Radical.
In den Wahlen 1892 war er der Präsidentschaftskandidat für die Unión Civica Radical. 1895 bis 1898 vertrat er seine Partei im Senat, bis er 1898 zum Gouverneur der Provinz Buenos Aires gewählt wurde. Nach Ende seiner Amtszeit 1902 wurde er erneut in den Senat gewählt und blieb bis zu seinem Tode 1906 Senator.

## Orte
Nach Bernardo de Irigoyen sind zwei argentinische Ortschaften benannt:
- Bernardo de Irigoyen (Misiones) in der Provinz Misiones
- das Dorf Bernardo de Irigoyen (Santa Fe), entstanden auf Ländereien, die Irigoyen zum Bau einer Eisenbahn gestiftet hatte